# Chronométrie
Ne doit pas être confondu avec Chronométrage.

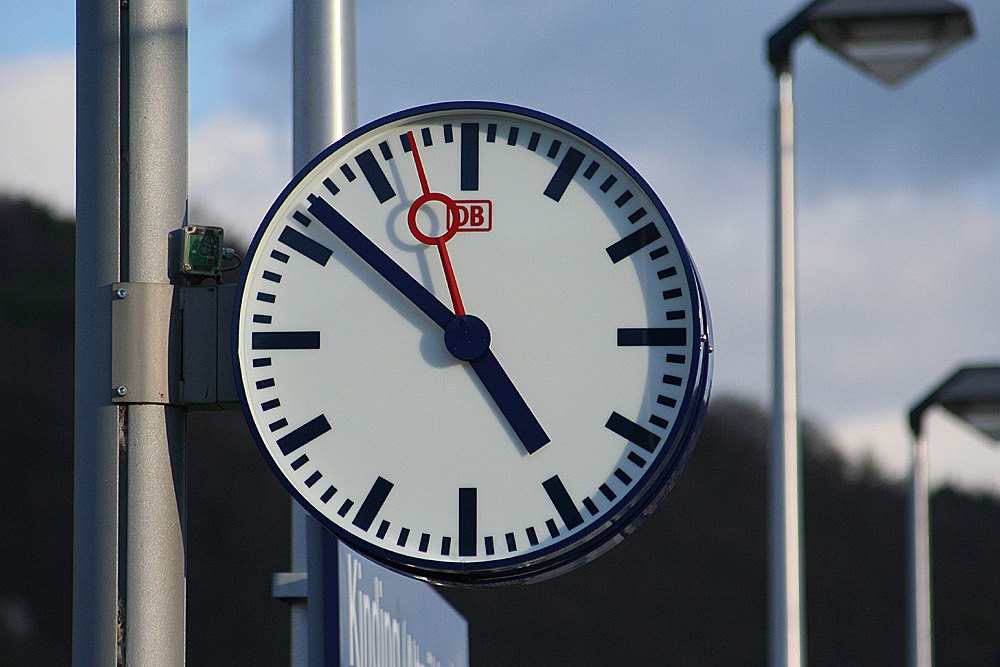
Une horloge dans une gare ferroviaire allemande synchronisée par le protocole DCF77.

La chronométrie est la discipline qui s'occupe de la mesure exacte du temps.
Dans la seconde moitié du XXe siècle, devant les progrès effectués dans ce domaine, elle est entrée en relation avec la chronologie qui concerne la définition d'un standard de temps.

## Principes
La chronométrie s'appuie sur la régularité de certains phénomènes et sur les mathématiques.
En comparant à un jour d'intervalle les indications d'une horloge auprès d'un système de référence, on obtient une « marche diurne » exprimée en secondes. Si l'horloge avance, sa marche est positive ; si l'horloge retarde, sa marche est négative. Si l'horloge est parfaite, la différence est alors d'exactement vingt-quatre heures et sa marche est dite nulle.
Le système de référence est traditionnellement constitué par une observation astronomique qui vise à déterminer le temps.
On doit à la chronométrie des travaux sur l'ensemble des défauts qui entravent la marche précise des horloges. Ceux-ci englobent :
- des recherches sur l'isochronisme ;
- des perfectionnements des dispositifs d'échappement en horlogerie ;
- des recherches sur les frottements en micro-mécanique ;
- des recherches sur l’environnement magnétique, atmosphérique et thermique des horloges ;
- des recherches sur l'électricité, la physique atomique et l'optique ;
- des recherches sur la métrologie du temps.

La chronométrie est une approche théorique de la mesure du temps. De par son grand intérêt pour les instruments de mesure, elle est souvent reliée à la technique.

## Histoire de la chronométrie

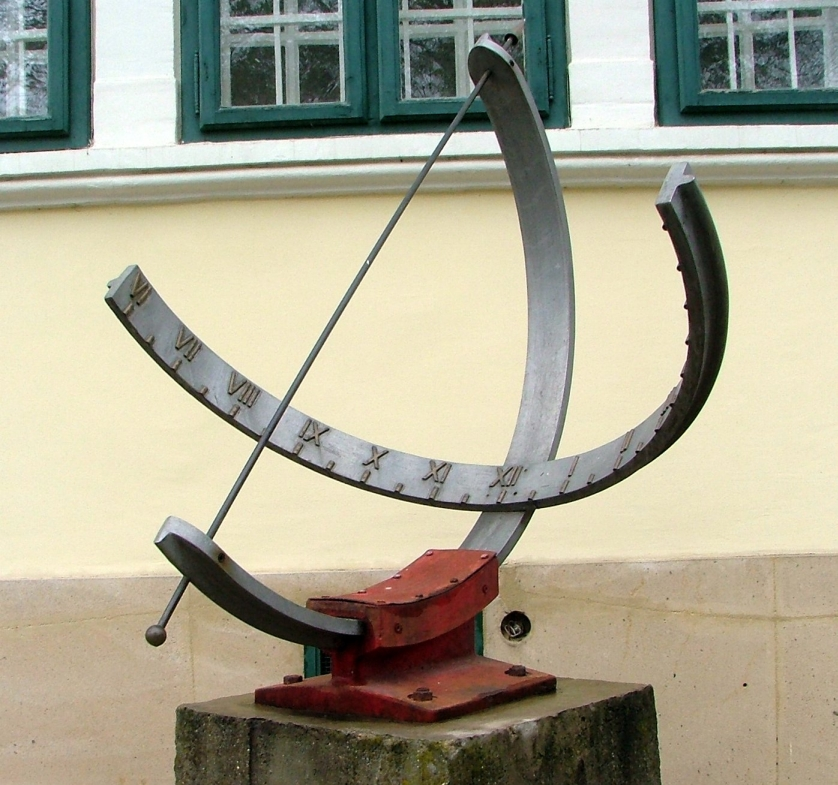
Un cadran solaire équatorial.

En observant des phénomènes périodiques terrestres, tels que les levers et couchers du soleil, l'homme a acquis, puis a essayé de définir la notion du temps.
Vers 1500 av. J.-C., les Égyptiens « découpent » les journées se dotant ainsi de repères précis sur le rythme du temps passé. Cette approche mènera à la définition d'unités de temps, à savoir les heures, les minutes et les secondes. À partir de ces idées, l'homme tentera de concevoir des outils capables de mesurer le temps.
L'ombre portée par un bâton fiché dans le sol évolue du matin au soir et, lorsque cette ombre est la plus courte, il est midi. On dit alors que le soleil passe à son « méridien », du latin merie-diē, milieu du jour. Cette simple expérience aboutit à la réalisation d'un gnomon qui permet de comptabiliser des intervalles de temps et qui est très proche du cadran solaire. Cette technique présente des défauts : le trajet et la vitesse de l'ombre varient en fonction des saisons, et, la nuit, il est impossible de connaître l'heure. Seuls les passages du soleil à midi peuvent indiquer précisément la durée d'un « jour solaire vrai ».
Afin de pallier ces défauts, ont été mis au point des outils pouvant fonctionner de jour comme de nuit, ils ne mesurent plus des phénomènes périodiques naturels mais des phénomènes périodiques mécaniques. C'est le cas des clepsydres, des sabliers ou des horloges à feu. Ces dernières atteignent une précision d'environ une heure par jour.
Entre le Xe siècle et le XVIe siècle, les mécaniciens du monde entier s'attellent à concevoir des dispositifs qui, à l'aide de poids remontés ou de ressorts armés, offrent une possibilité d'indiquer le temps et donnent naissance aux premières horloges astronomiques.
Une notion fondamentale en chronométrie est découverte par Galilée qui comprit en 1638 qu'il existe des oscillations dont la cadence est quasi indépendante de leur amplitude, c'est l'isochronisme. Ceci conduira à une théorisation du pendule pesant.
Christian Huygens invente dans la seconde moitié du XVIIe siècle en collaboration avec Salomon Coster la première horloge « régulée » par un pendule, et peu après, il adapte aux montres l'idée du balancier-spiral de Robert Hooke. Le développement constant de cette technologie permettra d'obtenir des « garde-temps » de plus en plus précis ayant des décalages de quelques minutes, puis de quelques secondes par jour.

### Premiers chronomètres de marine

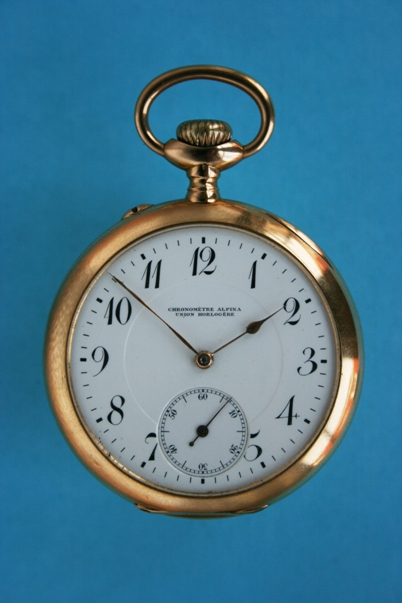
Un chronomètre suisse (vers 1910).

Au XVIIIe siècle, les navigateurs savaient depuis longtemps comment mesurer leur latitude, à savoir leur position nord-sud. Leur longitude, la position est-ouest, était plus difficile à estimer. Devant le nombre d'accidents maritimes dus à l'absence de méthode suffisamment précise pour déterminer la position des navires, le parlement britannique décide en 1714 d'attribuer le « prix de la longitude » à toute personne capable de concevoir un moyen de déterminer la longitude d'une façon pratique, fiable et en toutes circonstances à bord d'un bâtiment en mer.
En s'inspirant des travaux de Gemma Frisius, l'ébéniste John Harrison préconise d'embarquer une horloge de précision et remporte le prix. Ce fait marquera les débuts de la chronométrie moderne.
Dès lors, la mesure précise du temps écoulé devient un enjeu important. Afin de soutenir les progrès techniques liés à l'horlogerie, la classe d'industrie et du commerce de la Société des Arts de Genève procède dès 1790 à des essais chronométriques, mais ces derniers se révéleront peu concluants. Il faut attendre 1801 pour qu'un chronomètre de marine Demôle et Magnin soit comparé avec le « temps moyen » fourni par l'Observatoire de Genève, le vif succès de cette mesure mènera à une modernisation de l'observatoire et à l'ouverture d'un service chronométrique en 1842.
En 1857, afin de sélectionner des montres pour torpilleurs, le Service hydrographique de la Marine lance un concours bisannuel fondé sur un règlement élaboré par Jean-Pierre Lieussou et destiné à la mesure des chronomètres,. En 1866, l'Observatoire de Neuchâtel organise son premier concours chronométrique annuel. Il est ouvert aux chronomètres de marine et de poche qu'il soumet à des épreuves de positionnements et de températures. Ce type de compétitions permet de faire de sérieuses études statistiques sur la régularité des chronomètres et d'approfondir les connaissances des horlogers sur le réglage et la conception de leurs produits.
En remontant manuellement un chronomètre, on transmet de l'énergie à un ressort. Ce ressort, en se détendant, entraîne un jeu de rouages qui fera mouvoir les aiguilles. Un organe régulateur est chargé de freiner la détente du ressort afin que les aiguilles indiquent le plus justement possible le temps écoulé.
L'échappement à ancre libre introduit en 1769 par Thomas Mudge sera amélioré vers 1830 par Georges-Auguste Leschot, tout comme la stabilité thermique du balancier-spiral est optimisée au début du XXe siècle avec l'Invar et l'Élinvar de Charles-Édouard Guillaume.

### Horloge de Shortt
Les premières horloges électriques qui sont apparues en 1840 avec Alexender Bain ont été fiabilisées et en 1921, William H. Shortt présente un système électromécanique tout à fait remarquable.
Dans le vide, pour éviter tout frottement, à l'intérieur d'une horloge mère, oscille un pendule qui synchronise à l'aide d'électroaimants le pendule d'une horloge fille. Ce dernier pendule est utilisé pour animer un mécanisme qui permet d'afficher les heures et fournit régulièrement une impulsion au pendule de l'horloge mère pour éviter qu'elle ne s'arrête,,.
Cette horloge, aussi appelée Synchronome, sera utilisée comme étalon de fréquence dans de nombreux observatoires astronomiques, sa marche ne déviait que de moins d'une seconde par an.
Le mouvement du pendule de l'horloge mère est réglé sur la fréquence de 1 Hz qui est l'équivalent parfait d'une seconde.

### Premières horloges à quartz
À la suite de la mise au point du premier oscillateur à quartz de Walter G. Cady, la première horloge à quartz est inventée en 1927 par Warren A. Marrison et Joseph W. Horton aux Laboratoires Bell. C'est un tournant dans la précision, à tel point que Adolf Scheibe et Udo Adelsberger découvrent en 1936, grâce à ce nouveau type d'instrument, des variations dans la vitesse de rotation de la Terre,.
Le cristal de quartz piézoélectrique offre une fréquence de résonnement et une stabilité nettement supérieure aux balanciers utilisés dans l'horlogerie classique, avec cependant, à l'échelle atomique, des modifications spontanées qui viennent fausser la marche de ces horloges lorsqu'il vieillit. On atteint une marge d'erreur d'une seconde tous les dix ans, et il reste nécessaire de les contrôler périodiquement et de les réajuster sur la base d'observations astronomiques.
Le quartz de ces horloges de laboratoire vibre à une fréquence de 100 000 Hz qui est démultipliée afin de réguler un moteur synchrone utilisé pour fournir l'heure.

### Horloge à ammoniac

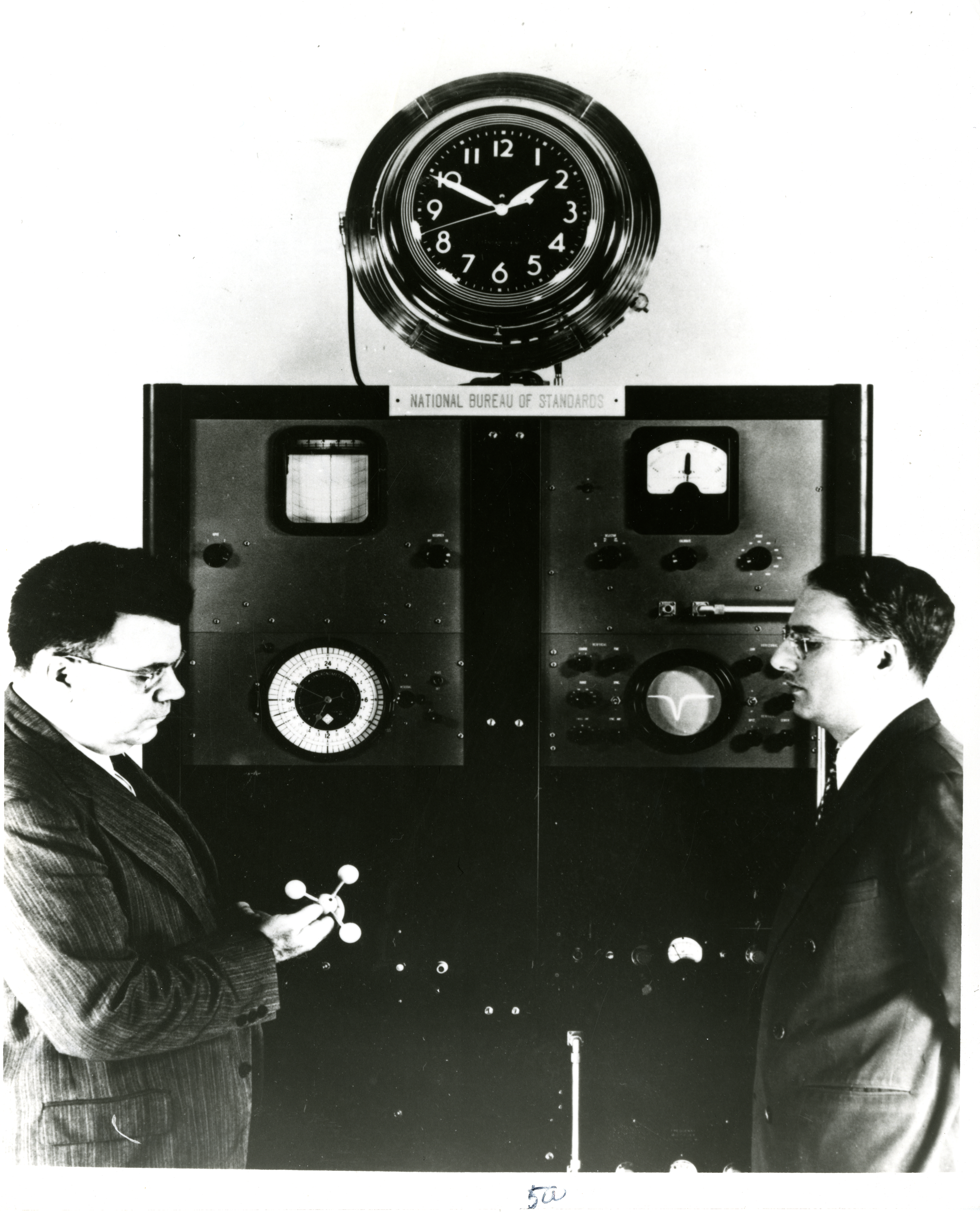
Edward U. Condon et Harold Lyons devant un prototype d'horloge atomique au NBS (1949).

Harold Lyons construit en 1948 au National Bureau of Standards un prototype « d'horloge moléculaire », une horloge à ammoniac.
Si on applique aux molécules d'ammoniac une onde électromagnétique de fréquence précise, ces molécules absorberont l'énergie de l'onde électromagnétique.
Un circuit électronique à quartz fournit une onde électromagnétique qui est injectée dans un « guide d'ondes » rempli de gaz d'ammoniac. Cette onde est par la suite mesurée lors de sa sortie du guide. Normalement, une grande partie de l'onde doit être absorbée par l'ammoniac. Si ce n'est pas le cas, on ajuste automatiquement la fréquence de l'onde injectée. Aussi, ce procédé d'asservissement permet de contrôler et limiter les dérives potentielles du quartz par le comportement des molécules d'ammoniac.
La fréquence ainsi stabilisée du quartz est utilisée pour faire fonctionner une horloge.
L'avantage de ce type d'horloge est de fonctionner grâce à un étalon moléculaire qui est universel et stable. Malheureusement, le choix de la molécule d'ammoniac ne sera que peu judicieux car la fréquence d'absorption électromagnétique de l'ammoniac est trop variable. Aussi, la précision de cette horloge restera moindre que celles à quartz.

### Premier maser
Un appareil qui permet d'émettre un faisceau cohérent de micro-ondes est dévoilé en avril 1954, par Charles H. Townes, alors chercheur à l'université Columbia. C'est le maser.
Le principe général du maser est de piéger des molécules d'ammoniac dans une cavité. La technique du pompage optique est alors appliquée afin d'obtenir un inversement de population, ce qui conduira à faire entrer en résonance les molécules piégées. Il en résulte une oscillation quantifiable extrêmement régulière,.
En associant cette oscillation à un quartz, on obtient ainsi une horloge moléculaire très performante dont la précision est de 10−10, soit approximativement d'une seconde en trente ans.

### Horloge atomique de Ramsey
Le principe d'asservissement mis en évidence par l'horloge à ammoniac de Harold Lyons est repris en 1955 par Louis Essen et Jack V. L. Parry, qui perfectionnent au National Physical Laboratory une horloge atomique au césium en appliquant les travaux de Norman F. Ramsey. Elle ne se fonde plus sur la stabilité des molécules mais sur celle des atomes.
Un atome possède plusieurs états d'énergie différents ; il est possible de sélectionner et de modifier ces états.
En sélectionnant des atomes de césium 133 possédant un état énergétique particulier, puis en les bombardant à l'aide d'une onde électromagnétique, leur état énergétique sera modifié. Un détecteur permet de comptabiliser les atomes ainsi modifiés. L'objectif est de ne trouver qu'un seul état d'atomes. Dans la pratique, l'état des atomes sera modifié seulement si la fréquence de l'onde électromagnétique envoyée correspond à une mesure bien précise. Si le détecteur comptabilise trop d'atomes ne se trouvant pas dans l'état attendu, la fréquence de l'onde électromagnétique est automatiquement ajustée. Ainsi, le système s'ajuste automatiquement sur une fréquence bien régulière, de l'ordre de 1010 Hz,, qui sert au contrôle d'une horloge à quartz.
Ces horloges ont une précision de 10−12, elles ne s'écartent que d'une seconde en 300 ans.

### Redéfinition du temps
En 1967, lors de la 13e Conférence générale des poids et mesures, le « temps astronomique » est aboli au profit du « temps atomique ».
Face à cette remise en cause de la définition du temps, la recherche se tourne non plus vers la mesure précise du temps mais vers la métrologie fondamentale du temps et des fréquences.

## État actuel des connaissances

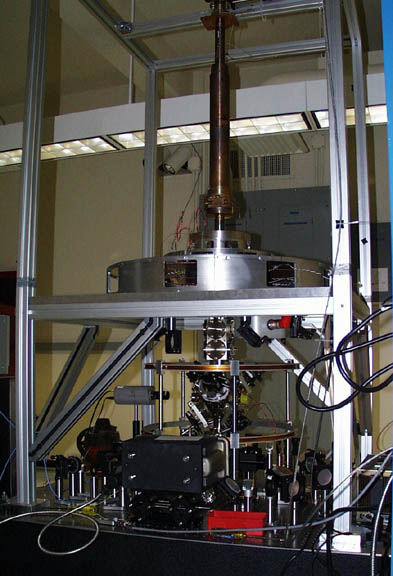
Détail d'une horloge atomique à fontaine d'atomes de césium à l'USNO.

Cette « science des horloges » a beaucoup évolué.
La chronométrie contemporaine se trouve aujourd'hui entre les mains des physiciens atomistes. Ce sont eux qui dans les années 1980, ont développé les techniques de refroidissement et de manipulation d'atomes neutres par laser qui ont permis aux horloges atomiques de gagner une précision qui est maintenant de l'ordre de 10−15 seconde, représentant une dérive d'une seconde en une dizaine de millions d'années.
Les horlogers actuels, quant à eux, continuent d'appliquer pour la fabrication des montres la somme des connaissances accumulées par cette discipline.

### Applications
Parvenir à déterminer le temps avec une très grande exactitude est utile à de nombreuses applications.
La chronométrie contemporaine permet de fiabiliser des opérations de synchronisation dans le domaine des télécommunications, comme dans le cas du multiplexage temporel. Une échelle de temps ultra-stable rend possible des opérations de triangulation précises dans l'espace. Elle trouve son utilité des applications de transfert de temps, dans la télémétrie laser, l'interférométrie ou dans les systèmes de positionnement par satellites. Le système Galileo utilise par exemple des horloges à atomes froids.
À l'heure actuelle, des mesures de temps approfondies offrent aux scientifiques le pouvoir de tenter de vérifier des concepts tels que la théorie de la relativité,.

#### Temps atomique international
Le temps est fabriqué par un réseau d'horloges atomiques comparées entre elles via un transfert de mesure du temps qui doit respecter un protocole comprenant notamment des pondérations et des exclusions.

#### Temps universel coordonné
Le Temps universel coordonné, en abrégé UTC, définit l'heure légale dans le monde. Il est ajusté sur le Temps atomique international (TAI) par un raccordement en paliers pour tenir compte du léger ralentissement de la rotation de la Terre sur elle-même.

### Travaux de recherche

#### Temps des pulsars
Les astrophysiciens découvrent les pulsars millisecondes en 1982. Ce sont des étoiles qui tournent plusieurs centaines de fois par seconde sur elles-mêmes et qui émettent des ondes radio. Certains ont avancé l'idée de pouvoir utiliser ces ondes au service de la chronométrie mais l'étude de ces pulsars a démontré qu'ils n'étaient pas stables, ni à court, ni à long terme.

#### Horloges optiques
De nos jours, les résultats expérimentaux les plus prometteurs sont obtenus par des horloges à ions et des horloges à réseaux optiques qui offrent des taux de précision qui s'approchent de 10−18 seconde.

#### Horloge nucléaire
Alors qu'une horloge atomique classique utilise les transitions électroniques des atomes, plusieurs équipes de recherche travaillent sur les transitions nucléaires de noyaux de thorium 229m afin de réaliser une horloge à l'aide de pièges à ions.